# Reardan
Reardan és una població dels Estats Units a l'estat de Washington. Segons el cens del 2000 tenia 608 habitants.

## Demografia
Segons el cens del 2000, Reardan tenia 608 habitants, 227 habitatges, i 174 famílies. La densitat de població era de 499,5 habitants per km².
Dels 227 habitatges en un 33,9% hi vivien nens de menys de 18 anys, en un 59,5% hi vivien parelles casades, en un 11,9% dones solteres, i en un 23,3% no eren unitats familiars. En el 21,6% dels habitatges hi vivien persones soles el 6,2% de les quals corresponia a persones de 65 anys o més que vivien soles. El nombre mitjà de persones vivint en cada habitatge era de 2,68 i el nombre mitjà de persones que vivien en cada família era de 3,06.
Per edats la població es repartia de la següent manera: un 28,9% tenia menys de 18 anys, un 8,1% entre 18 i 24, un 24,7% entre 25 i 44, un 26,6% de 45 a 60 i un 11,7% 65 anys o més.
L'edat mediana era de 37 anys. Per cada 100 dones de 18 o més anys hi havia 92,9 homes.
La renda mediana per habitatge era de 38.750 $ i la renda mediana per família de 44.167 $. Els homes tenien una renda mediana de 32.279 $ mentre que les dones 21.429 $. La renda per capita de la població era de 18.610 $. Aproximadament el 7,3% de les famílies i el 7,4% de la població estaven per davall del llindar de pobresa.

## Poblacions més properes
El següent diagrama mostra les poblacions més properes.